# 80 Plus
80 Plus (obchodní známka 80 PLUS) je severoamerické sdružení prosazující vyšší energetickou účinnost počítačových zdrojů (PSU). Jsou certifikovány zdroje s více než 80 % energetickou účinností při různých zatíženích (5% (pouze 80 Plus Ruby)10 % (pouze 80 Plus Ruby a Titanium), 20 %, 50 % a 100 %) a s účiníkem minimálně 0,9 (0,95 u specifikace Platinum, Titanium a Ruby pro servery). Zdroje s touto certifikací ztratí pouze 20 % nebo méně elektrické energie přeměnou na teplo v daných úrovních zatížení. Více elektrické energie je tedy k dispozici pro napájení počítače, méně zaplatíme za spotřebovanou energii, zdroj nemusí být tolik chlazen, čímž poklesne i hlučnost počítače. Úroveň dosažené specifikace je symbolizována značkou 80 PLUS s názvem dosažené specifikace (Bronze, Silver, Gold, Platinum, Titanium či Ruby) a barvou značky (náhledy barev jsou v tabulce níže).

## Certifikované účinnosti
| Výše napětí      | Výše napětí     | 115 V (PC) | 115 V (PC) | 115 V (PC) | 115 V (PC) | 230 V (server) | 230 V (server) | 230 V (server) | 230 V (server) | 230 V (server) | 230 V [EU] (PC) | 230 V [EU] (PC) | 230 V [EU] (PC) | 230 V [EU] (PC) |
| Zatížení zdroje  | Zatížení zdroje | 10%        | 20%        | 50%        | 100%       | 5%             | 10%            | 20%            | 50%            | 100%           | 10%             | 20%             | 50%             | 100%            |
| ---------------- | --------------- | ---------- | ---------- | ---------- | ---------- | -------------- | -------------- | -------------- | -------------- | -------------- | --------------- | --------------- | --------------- | --------------- |
| 80 PLUS          |                 |            | 80%        | 80%        | 80%        |                |                |                |                |                |                 | 82%             | 85%             | 82%             |
| 80 PLUS Bronze   |                 |            | 82%        | 85%        | 82%        |                |                | 81%            | 85%            | 81%            |                 | 85%             | 88%             | 85%             |
| 80 PLUS Silver   |                 |            | 85%        | 88%        | 85%        |                |                | 85%            | 89%            | 85%            |                 | 87%             | 90%             | 87%             |
| 80 PLUS Gold     |                 |            | 87%        | 90%        | 87%        |                |                | 88%            | 92%            | 88%            |                 | 90%             | 92%             | 89%             |
| 80 PLUS Platinum |                 |            | 90%        | 92%        | 89%        |                |                | 90%            | 94%            | 91%            |                 | 92%             | 94%             | 90%             |
| 80 PLUS Titanium |                 | 90%        | 92%        | 94%        | 90%        |                | 90%            | 94%            | 96%            | 91%            | 90%             | 94%             | 96%             | 94%             |
| 80 Plus Ruby     |                 |            |            |            |            | 90%            | 91%            | 95%            | 96,5%          | 92%            |                 |                 |                 |                 |

## Zavádějící certifikace
Některé OEM zdroje mohou uvádět certifikace, které oficiálně nebyly uděleny. Proto je vhodné si certifikaci ověřit na webových stránkách pro certifikaci 80 Plus.
Přestože někteří výrobci uvádějí certifikace s podobnými jmény (například „85 Plus“), žádná taková neexistuje.

## Historie
- Ecova & EPRI (Electric Power Research Institute) ustanovili protokol pro hodnocení účinnosti zdrojů (Generalized Internal Power Supply Efficiency Test Protocol for desktop derived multi-output power supplies) (2003 – 2005)
- na ACEEE Market Transformation Symposium byl zveřejněn program (duben 2004)
- první sponzor – Northwest Energy Efficiency Alliance (podzim 2004)
- Seasonic dodal na trh první zdroj s certifikací 80 PLUS (únor 2005)
- ENERGY STAR® začlenila požadavky 80 PLUS do návrhů nových počítačů (2006)
- HP se připojil k certifikaci zdrojů 80 PLUS (listopad 2006)
- Dell získal certifikaci pro 4 zdroje (únor 2007)
- ENERGY STAR® Computer Specification (v 4.0) vyžaduje pro stolní počítače zdroje se specifikací minimálně 80 PLUS (20. června 2007)
- přidány specifikace Bronze, Silver, a Gold 80 PLUS značky pro přesnější odlišení účinnosti zdrojů (2008)
- ENERGY STAR® (v 5.0) vyžaduje pro stolní počítače použití zdrojů minimálně splňující specifikaci 80 PLUS Bronze a pro servery minimálně 80 PLUS Silver (červen 2009)
- přidána specifikace Platinum 80 PLUS značky pro více účinné zdroje (2010)
- přidána specifikace Titanium 80 PLUS značky – zdroje s vysokou účinností, určené zejména pro datová centra (2011)
- přidána specifikace Ruby 80 PLUS značky – zdroje s nejlepší účinností, určené zejména pro datová centra (2025)

## Příklad
Původní zdroje ATX dosahovaly účinnosti 60 – 70 %. Při příkonu 500 W se tak na teplo přeměnilo 150 až 200 W.
 Pokud zdroj se stejným příkonem splní certifikaci 80 PLUS, na teplo se přemění 100 W (základní specifikace 80 PLUS), nebo méně než 50 W (specifikace 80 PLUS Platinum).